# 陸海空 最前線
『陸海空 -最前線-』（りくかいくう さいぜんせん）は、タイトーから1986年にリリースされたアーケードゲーム。ジャンルはトップビュータイプのシューティングゲーム。北米版のタイトルは『Land Sea Air Squad』。

## ゲームのルール
8方向レバー、2ボタンで主人公のサージー軍曹やスーパーメカを操作しながら敵を倒していく。左側のボタンが機関銃発射、およびスーパーメカの武器の発射。右側のボタンが手榴弾発射またはスーパーメカの昇降。要塞を守る40mmキャノン砲を破壊するとステージクリア。全8ステージ構成で、8面をクリアするとまた1面に戻る。

## スーパーメカ
スーパーメカに乗っているときは、弾が当たってもスーパーメカが爆発するだけで、ミスにはならない。ただし、スーパーメカを次のステージに持ち越すことは出来ない（メカに乗った状態でキャノン砲を破壊すると自動的に降りてしまうため）。
- ジェットヘリ（JH-80）

全ての敵を倒すことが出来る乗り物。障害物の影響を一切受けない。
- 戦車（マークII）

全ての敵を倒すことが出来る。障害物は破壊するか避けないと進めない。
- 駆逐艦（フリー13）

海上のみ出現で、全ての敵を倒すことが出来る。障害物はよけながら先に進む。陸に上がることは出来ない。

## ミスの条件
- 敵の攻撃や乗り物の攻撃に当たる
- 敵が持っている手榴弾に巻き込まれる
- 6面で登場する列車が爆破される
- 敵の船や敵戦車と列車にひかれる
- 列車に乗っている途中にトンネルにはさまれた

なお、キャノン砲を破壊したと同時にプレイヤーが敵の攻撃を受けてもミスにはならず（爆発音が鳴ったりBGMが一瞬途切れるが）、そのまま次のステージへ進める。

## アイテム
- ファイア・ショット（P）

これを取ると3段階でパワーアップ出来る。パワーアップが最高の状態で取得すると敵を全滅させることができる。
- スペシャルボーナス（B）

1000 - 10000点のボーナスを獲得できる。10000点のときは画面内の敵を全滅させることができる。
- スーパー・ボンバー（S）

これを取ると画面上の敵を全て倒すことが出来る。

## 隠し要素
- HIT率が100％の状態でラウンドをクリアすると10万点ボーナス、80%～99%で5万点ボーナス[1]。
- 特定の条件を満たすと隠しキャラクターのエンジェルが出現、2万点のボーナス[2]。
- ヒット率が100%か、99.9%などのゾロ目になると、アイテムのファイア・ショットを3つ取得した時と同じ効果が得られる[2]。
- ラウンドクリア時のヒット率表示中に特定のコマンドを入力すると隠れメッセージが表示され、スコア獲得やパワーアップができる[2]。

## 移植版
| No. | タイトル                                   | 発売日        | 対応機種                      | 開発元                  | 発売元     | メディア                                | 型式       | 備考                                                           |
| --- | ------------------------------------------ | ------------- | ----------------------------- | ----------------------- | ---------- | --------------------------------------- | ---------- | -------------------------------------------------------------- |
| 1   | タイトーメモリーズII 下巻                  | 2007年3月29日 | PlayStation 2                 | タイトー                | タイトー   | DVD-ROM                                 | SLPM-66713 |                                                                |
| 2   | タイトーメモリーズII 下巻 エターナルヒッツ | 2008年6月26日 | PlayStation 2                 | タイトー                | タイトー   | DVD-ROM                                 | SLPM-55018 | 廉価版                                                         |
| 3   | 陸海空 最前線                              | 2025年3月27日 | PlayStation 4 Nintendo Switch | ハムスター （移植担当） | ハムスター | ダウンロード （アーケードアーカイブス） |            | 日本版、英語版『STORMING PARTY』、北米版『L.S.A. SQUAD』を収録 |

アーケードアーカイブス版
「こだわり設定」にて、ラウンド中に撃った弾数と倒した敵の数を画面上部に表示させる「画面表示」の設定が可能。

## 余談
- ロケテスト段階では各キャラクターはコミカルなイメージだったが、正式発表では全面的にシリアス風に描きかえられ、ゲーム全体のイメージも変わることになった。
- スタッフロールは存在しないが、ハイスコアの初期設定ネームに「M.T.J」の名があり、三辻富貴朗が関与していることが窺える。また、サウンドは小倉久佳が担当[5]。
- 本作の基板はROM交換により、同年発売の『大怪獣の逆襲』（タイトー/テクノスジャパン）へと変更できた。